# Supalonely
Supalonely is een lied van de Nieuw-Zeelandse zangeres Benee met de Amerikaanse zanger Gus Dapperton. Het werd aanvankelijk uitgebracht als single op haar ep Stella & Steve op 15 november 2019, voordat het op 6 december 2019 de derde en laatste single van het EP werd. Het nummer werd populair nadat het in maart 2020 een virale dans challenge op het online videodeelplatform TikTok veroorzaakte . Het lied werd vervolgens goud gecertificeerd in Nieuw-Zeeland . Het nummer piekte in de top 25 van landen zoals het VK, België, Canada, Nederland, Australië, Ierland, Noorwegen, Oostenrijk, Finland en Denemarken.